# داریا یوشکو
داریا یوشکو (اوکراینی: Дарья Юшко؛ زادهٔ ۵ فوریهٔ ۱۹۸۵) ورزشکار ورزش شنا اهل اوکراین است.
وی در مسابقات کشوری و بین‌المللی در مجموع برندهٔ ۱ مدال طلا، ۴ مدال نقره، ۶ مدال برنز شده‌است.

## حرفه
وی همچنین از شناگران موزون در المپیک تابستانی ۲۰۰۴ تا ۲۰۱۶ بوده‌است. او همچنین در  مسابقات جهانی ورزش‌های آبی ۲۰۰۱ تا ۲۰۱۵ به طور پیوسته حضور داشت.